# Michael White (houslista)
Michael White (24. května 1930 – 6. prosince 2016) byl americký jazzový houslista. Na housle začal hrát ve svých devíti letech. V šedesátých letech byl členem kvarteta Johna Handyho. Od roku 1967 do počátku sedmdesátých let byl členem kvarteta The Fourth Way. Během osmdesátých let se přestal věnovat hudbě a v roce 1997 nahrál album Motion Picture spolu s kytaristou Billem Frisellem. Během své kariéry vydal řadu alb jako leader a spolupracoval s mnoha dalšími hudebníky, mezi které patří Sonny Simmons, Ray Drummond, Prince Lasha, Pharoah Sanders, Cecil McBee nebo Alice Coltrane.